# Антонов, Георгий Николаевич
Антонов Георгий Николаевич — советский и российский художник — график, гравёр, педагог, фронтовик, заслуженный работник культуры РСФСР. Директор Училища им. Серова (В настоящее время училище имени Н. К. Рериха). С 1965—1991 являлся директором Городской художественной школы № 1. Своей педагогической деятельностью сыграл важную роль в формировании художественной жизни Ленинграда.

## Биография
Антонов Георгий Николаевич родился 1917 в Москве. Детство провёл в Омске, отрочество в Тбилисиси.
- В 1937 г. он перебирается в Ленинград и поступает в т. н. ИЗОРАМ (Изомастерские рабочей молодёжи) — объединение кружков самодеятельных художников («изоядер»), существовавшее в Ленинграде в 1920—1930-е годы. (впоследствии преобразованный в Первое ЛХУ), здесь он проучился четыре курса, до начала Великой Отечественной войны.
- С 1941 г., окончив специальные ускоренные курсы, Г. Н. Антонов служил на фронте младшим офицером ряда артиллерийских частей Красной Армии.
- В 1943 г. был ранен, в 1944-46 г. состоял на нестроевых должностях.
- В 1946 г. демобилизовался для окончания образования.
- В 1947 г. получил аттестат художественного училища с квалификацией художника-учителя рисования и черчения средних школ и поступил преподавателем в Ленинградскую художественную школу.
- В 1965 г. стал директором ЛХШ, в этой должности проработал до самого конца своей жизни.
- Скончался в 1991 г.

Свой дар художника он сочетал с призванием педагога и администратора. Без сомнения, его труд заложил фундамент художественного мировидения десятков известных художников советского и
нынешнего времени. Точно датированных биографических данных о нём до нас дошло на удивление мало, тем ценнее сохранившиеся воспоминания учеников ГХШ разных лет.

## Семья
- Отец Антонов Николай Васильевич, по специальности был энтомологом, скончался в 1937 г.
- Мать Антонова Мария Васильевна, по специальности врач-рентгенолог, пережила блокаду Ленинграда.

Детство Георгий провёл в Омске, где отец заведовал Краевой станцией защиты растений.
Уже в те годы родители подмечали художественные наклонности сына. Георгий любил рисовать, был наблюдательным, увлекался самим процессом рассматривания.
«Учился Георгий, наверное, хорошо, так как единственными упреками родителей в его адрес были сетования на его «рассеянность» и какую-то отвлеченность, приводившие к первым огорчениям. Так, помню, первый раз ему попало за то, что он долго заглядывался на стайку воробьев, копошившихся вокруг какой-то находки, и опоздал к началу занятий. Вскоре, однако, это повторилось, только на этот раз причиной оказалась вывеска на частной кузнице, мимо которой ему нужно было проходить. Таких примеров и далее было немало»."Воспоминания младшего брата Антонова Виктора Николаевича

<
В 1931 г. Антоновы перебираются в Тбилиси, к новому месту службы главы семейства. Для Георгия это время совпадает с периодом отрочества и старших классов школы. В это время он получил подарок, который, по-видимому, сыграл решающую роль в выборе будущего пути. Отец подарил ему книгу А. П. Эйснера «Школа рисования и живописи» (Л., 1929).

Автор -внук архитектора Штакеншнейдера Андрея Ивановича, предлагал выполнять последовательно указанные в книге задания, с разрешением присылать работы на указанный ленинградский адрес.
Георгий Антонов так и поступал, завязалась переписка. Алексей Петрович Эйснер увидел в рисунках незнакомого юноши задатки будущего художника и поучаствовал в его судьбе. В 1936 г., после окончания десятого класса школы в Тбилиси, Георгий перебирается в Ленинград и первое время живёт у Алексея Петровича Эйснера .
В 1937 г., подготовившись, он поступает в ЛХУ. Здесь он учится четыре курса, до начала Великой Отечественной войны.
Дальше — мобилизация в ряды Красной Армии, шестимесячные курсы в 3-м Ленинградском артиллерийском училище и служба командиром взвода управления одной из артиллерийских частей КА.
В 1942 г. тяжело ранен. После излечения — на нестроевых должностях.
Войну закончил при штабе Ленинградского военного округа. В ноябре 1946 г. демобилизуется с военной службы, как он пишет в одной автобиографии «… по собственному желанию, в связи со стремлением продолжить прерванную войной учёбу». Однако к этому времени ЛХУ было расформировано, и Антонова принимают на пятый курс Ленинградского художественного педагогического училища. Это училище он окончил в следующем 1947 году с квалификацией «художник-учитель рисования и черчения средних школ».
В том же году начал работать по специальности в Ленинградской художественной школе.
Каким его увидели первые ученики?
Известный советский художник-дизайнер Светлана Михайловна Березовская описала Георгия Николаевича так: «Это был человек среднего роста, крепкий и складный на вид. Лицо — широкоскулое, подбородок твердый, глаза небольшие, серые, но очень внимательные. Темно русые волосы, довольно длинные, гладко зачесаны назад. Позже, думая о его внешности, я находила в пластике его лица что-то скифское. Его жесткость не имела ничего общего с жестокостью. Он был внимателен, требователен, обладал прекрасным чувством юмора, что позволяло нам не огорчаться, в случае первых неудач, стараться ещё больше. Он умел указать на ошибки не обидно».
В школе вёл занятия по рисунку, живописи и композиции, был учителем строгим, даже жестким. Но, вместе с тем, умел заинтересовать учеников, мотивировать их — встречами и беседами в неучебное время, рассказами о великих художниках прошлого и их творческом поиске, заданиями найти в музее картину по какому-либо фрагменту.
«…например, сюжет с картиной Карла Брюллова  «Последний день Помпеи». Все мы, я конечно, её знали, хорошо помнили, много раз видели в постоянной экспозиции Русского музея. Но упомянул Г.Н. её потому, что на ней изображена птичка! Маленькая птичка на гигантской картине! Деталь, мелочь, но где и какая она?Узнать это было очень любопытно. На репродукции её не увидишь, и мы бежали в музей, внимательно рассматривали гениальное полотно и ещё раз соприкасались с великим искусством. А потом рассказывали на уроке об этом открытии ему и друзьям, а он улыбался и увлекал нас уже новыми историями. И так повторялось много раз»."Один из воспитанников художественной школы, А. Корольчук (ныне известный художник, преподаватель) вспоминал
"«Г.Н. обладал огромной способностью полушутя входить в интересы детей и незаметно поднимать в них дух, приобщая к культуре, воспитывая и повышая в них интерес к пониманию, привлекая к умению жить и творить. <…> Когда мы писали красками или рисовали карандашом — это не был труд. Казалось, что все так естественно и само по себе выходит. Он никогда не критиковал, но аккуратно подсказывал, как было бы лучше. Он умел незаметно, не навязывая, указать ученику на общие положения рисунка или цвета, а в композициях развивал способность к сказочному воображению. <…> В нем самом и в методе его преподавания формального почти ничего не было»."художник-иконописец В. Л. Андреев вспоминает об учителе такими словами:

Георгий Николаевич был тонким психологом, это качество необходимо педагогу, в работе с детьми особенно. Он чувствовал учеников, заинтересовывал их перспективами роста художественного мастерства, примерами из истории искусства. Ему было интересно с учениками, и дети это чувствовали.
В 1965 г. Г. Н. Антонова назначают директором школы.
Именно при нём школа получает нынешнее название — Городская художественная школа. Георгий Николаевич директорствовал более четверти века, до 1991 г.
За это время ГХШ стала почти семьёй, формальные отношения учащийся — преподаватель обогатились неформальными и глубокими учитель — ученик.
Ученица, а затем и коллега Антонова, педагог Ганжало Татьяна Александровна вспоминает: «Георгий Николаевич собрал в школе очень сильный педагогический коллектив.
Работать в Городской художественной школе было большой честью. Случайных людей у нас не было. Георгий Николаевич был действительно руководителем школы, а не формальным руководителем. Он направлял нас, разбирал с нами ошибки, промахи, недостатки постановок, хвалил за успехи и находки. <…>
Георгий Николаевич до тонкостей знал свою работу и отдавался ей полностью. Я удивляюсь, что он ещё успевал заниматься живописью, ведь целые дни он проводил в школе, оставаясь до позднего вечера».
«…Мы, педагоги, всегда ощущали его поддержку. Всякие бывали ситуации, но мы знали, что наш директор уважает и ценит нас, всегда будет отстаивать наши интересы и интересы школы. Он не боялся брать на себя ответственность, поступал честно и по совести»....

Г. П. Антонов не завёл семьи, у него не было детей. Школа была его детищем, делом всей жизни. Он отдавал ей все силы, и результаты видны до сих пор! В заключение хочется привести слова самого Георгия Николаевича Антонова.
На вопрос в чём секрет многолетнего и прочного успеха ГХШ, какова его роль как директора, с юмором отвечал:

"«Не мешать педагогам работать. Для этого надо усвоить две старые, но важные и сегодня истины. Во-первых, относиться к людям —
к учителям ли, ученикам ли — так, как хочешь, чтобы относились к тебе; во-вторых, хвалить при всех, ругать наедине...»"со слов воспитанника школы, художника  А. Филиппова:

## Награды
- Орден Отечественной войны II степени (06.11.1990)
- Медаль «ЗА ПОБЕДУ НАД ГЕРМАНИЕЙ В Великой Отечественной войне 1941—1945 гг.»
- Орден Трудового Красного Знамени
- Медаль «ЗА ДОЛГОЛЕТНИЙ ДОБРОСОВЕСТНЫЙ ТРУД»
- Медаль «ЗА ДОБРОСОВЕСТНЫЙ ТРУД в ознаменование 100-летия со дня рождения В. И. Ленина»
- МЕДАЛЬ «В память 250-летия Ленинграда»
- Звание «Заслуженный работник культуры РСФСР» 1978 г.
- «ПОЧЕТНАЯ ГРАМОТА Главного управления культуры» 1987 г.
- Медаль «ВЕТЕРАНА ТРУДА» 1987 г.